# DDT LIVE! マジ卍
『DDT LIVE! マジ卍』（ディーディーティーライブ マジマンジ）は、2018年4月11日よりABEMA（旧AbemaTV）の格闘チャンネルで生配信されているプロレス中継番組。略称は「マジ卍」。推奨ハッシュタグは「DDTマジ卍」。2019年からは「『DDT LIVE! マジ卍超』（ディーディーティーライブ マジマンジ スーパー）として配信。
キャッチコピーは「プロレスがゴールデンタイムに帰ってきた」。

## 概要
サイバーエージェントグループとなりAbemaTVで月に一度大会生中継をしていたDDTグループが、2018年4月より毎週AbemaTV用に生中継する興行名およびウェブ配信番組名。毎週火曜、19時から東京・新木場1stRINGから生中継される（ただし後楽園ホールでの月1生中継がある週はスキップ、第18回は渋谷ストリームホールから中継）。
既存のプロレスファンはもちろん、プロレスを見たことがない人、若いファンに向けて制作され、実況解説ではプロレスビギナーのゲストを毎週招き、プロレスの基本ルールも説明する。また、DDTグループならではの企画マッチも行う。
番組ならではの対戦企画として、若手の底上げを図る趣旨の元「マジ卍トーナメント」を開催。準決勝まで5分1本勝負、決勝は10分1本勝負という短期決戦で行われ、時間切れなどによる引き分けの場合はAbemaTVのアンケート機能を使用し勝敗を決定する。
「マジ卍」には「マジ」な「卍」固めに象徴されるプロレスを見てもらいたいという思いが込められ、「マジかよ!？」というワクワクを与えたい意味も含まれる。また、DDTの現在と未来を見せる番組とも定義づけられている。
なお、DDTグループの有料映像配信サイト「WRESTLE UNIVERSE（旧DDT UNIVERSE）」でも同時配信され、こちらではAbema版では流れないダークマッチを「NO TVマッチ」と題して独占配信している。
マジ卍超からは番組独自の選手プロフィールが画面下部に表示されるようになり、年齢身長体重、必殺技のほかスピード、パワーなど選手別にピックアップされた3項目がパラメーター表示される。

## 経緯
DDT・高木三四郎によるとイメージしているのはWCWの「マンデー・ナイトロ」のような“テレビ中継のための興行”。DDT側の露出を増やしたいという点と、毎週同じ場所で生中継したいという前述の構想、AbemaTV側の格闘チャンネルでも核となるレギュラー番組を作りたいという構想が合致しスタートした。
AbemaTVの通常の興行中継では試合が中継枠に入りきらなかった場合、別チャンネルに中継を移し延長継続されるが、テレビマッチを意識するため完全に2時間で区切る予定。第5回では実際には入りきらず、場外乱闘で実況陣営が逃げる中番組が終了した。2018年7月は「夏のやばたにえん月間」として配信時間を20時から22時までにするとともに、格闘2で延長配信を実施。7月31日は場所を新宿FACEに移し、19時から22時まで特別番組「DDT LIVE! マジ卍 ビアガーデン3時間スペシャル」として3時間配信（配信回数には含まない）。10月10日は変則的に水曜に編成。
10月28日、『DDT LIVE! マジ卍 後楽園ホールスペシャル!!』と題し日曜午前11：30から午後15：00までの特別番組を配信。22日にレギュラー番組終了が告知されたため、この特別番組が最終回となる。
最終回ラストには2019年1月3日から「DDT LIVE！マジ卍超（スーパー）」としてリニューアルすることが発表された。
2019年4月28日のDDT・後楽園大会から「DDT LIVE!後楽園」として月一配信。
2019年3月29日、DDT VS サイバーエージェントシリーズ第2弾「DDTLIVE!マジ卍超 "路上プロレス" in AbemaTowers」をマジ卍超の特別番組として生配信。
2020年3月11日に特別番組「DDT LIVE!マジ卍超“路上プロレス”in さいたまスーパーアリーナ」を配信。

## 出演者

### レギュラー
- 実況：村田晴郎
- 解説：高木三四郎

### ビギナーゲスト
- 最上もが[12]（2018年4月10日・第1回）
- 須藤凜々花[13]（2018年4月17日・第2回）
- 永尾まりや（2018年5月1日・第3回）
- 藤江れいな（2018年5月8日・第4回）
- 舟山久美子（2018年5月22日・第5回）
- 岡井千聖（2018年5月29日・第6回）
- 今野杏南（2018年6月5日・第7回）
- 大和田南那（2018年6月12日・第8回）
- 那須川天心（2018年6月26日・第9回、7月24日・第12回）
- 矢口真里（2018年7月4日・第10回）
- 須田亜香里（2018年7月10日・第11回）[14][15]
- 青木美沙子（2018年8月7日・第13回）
- 小柳津林太郎（2018年8月14日・第14回、8月28日・第15回、9月25日・第18回）[16]
- 柳いろは（2018年8月28日・第15回）
- 西村歩乃果（2018年9月4日・第16回）
- 中村静香（2018年9月11日・第17回）
- 松木安太郎（2018年9月25日・第18回）
- 高柳明音（2018年10月10日・第20回）
- 岸明日香（2018年10月28日・後楽園スペシャル）[10]
- 長月翠（2019年1月3日・超第1回）[17]

### スピンオフ
YouTube版でのインタビュアー
- 瀧山あかね（AbemaTVアナウンサー、第6回 – ）

## スタッフ
- プロデューサー・萩原弘騎[6]

## 音楽
- オープニングテーマ「WHOLE LOTTA LOVE」BiS[18]